# 大力水手 (電影)
《大力水手》（英語：Popeye）是1980年由罗伯特·奥特曼执导的美国音乐喜剧电影。这是一部改编自E·C·西格的《大力水手》连环画和演员罗宾·威廉姆斯的真人电影。
这部电影于1980年12月6日在加州洛杉矶首映，影评褒贬不一，票房成绩令人失望。不過哈里·尼尔森的原声带获得了大部分正面评价。